# Addai II Giwargis
Mar Addai II (syr. ܡܪܝ ܐܕܝ, ur. 1 sierpnia 1950 w Mosulu, zm. 11 lutego 2022 w Bagdadzie) – drugi patriarcha Starożytnego Kościoła Wschodu. Rezydencją Mar Addaia II jest Pałac Patriarszy w Bagdadzie, a kościołem patriarszym Katedra Św. Marii tamże.
Patriarcha Mar Thoma Darmo konsekrował go 15 września 1968 na diakona, a 21 września na księdza. Następnego dnia Giwargis został pierwszym biskupem i metropolitą Bagdadu Starożytnego Kościoła Wschodu. Po śmierci patriarchy 7 września 1969, wybrano go w lutym 1970 spośród 5 biskupów na nowego patriarchę. W dniu 20 lutego 1972 przyjął imię Mar Addai II i oficjalnie objął urząd patriarszy. Ponad dwuletnie opóźnienie wynikało z przyczyn politycznych. Rząd iracki w 1970 uznał ponownie Asyryjski Kościół Wschodu, oddał mu jego majątek i świątynie (administrowane w latach 1968 -1970 przez SKW) i przestał popierać w dotychczasowy sposób rozłamowy kościół Mar Addaia. W 1984 roku obaj patriarchowie asyryjscy Mar Dinkha IV i Mar Addai wyrazili wolę ponownego połączenia obu kościołów.